# 横張真
横張 真（よこはり まこと、1958年 - ）は、日本の都市研究者・緑地研究者。東京大学大学院工学系研究科教授、カナダグエルフ大学、イタリアバリ大学客員教授、筑波大学講師。日本農村計画協会理事。国際景観生態学会理事。都市計画協会理事。専門は緑地環境計画、ランドスケープ科学を含む環境農学。学位は、博士（農学）（東京大学・1992年10月）。東京都出身。

## 略歴
1984年、東京大学農学部農業生物学科卒業。
1986年、東京大学大学院農学系研究科農業生物学専攻修士課程修了。
1986年、農林水産省農業環境技術研究所勤務。
1992年から1993年、カナダ・グエルフ大学科学技術庁長期在外研究員。
1994年から1998年、国立農業環境科学研究所主任研究員
1994年から2000年、日本大学非常勤講師。
1998年、筑波大学社会工学系助教授就任。
1998年から2006年、東京大学非常勤講師。
2003年、2005年、京都大学非常勤講師。
2004年、筑波大学大学院システム情報工学研究科教授就任。
2006年、東京大学大学院新領域創成科学研究科教授就任。
2013年、東京大学大学院工学系研究科就任。

## 賞
1995年、平成7年度日本造園学会賞（研究論文部門）

## 著書
- 郊外の緑地環境学 シリーズ「緑地環境学」（共著、学芸出版社）
- 世界のランドスケープデザイン（共著、プロセスアーキテクチュア）
- テキスト ランドスケープデザインの歴史（共著、学芸出版社）

## 各種委員等
- 福島県における復興祈念公園有識者委員会委員
- ElsevierのLandscape and Urban Planning Journal編集委員（1994年から）
- Carfax PublishingのLandscape Research Journal編集委員（2004年から）
- Springerの景観と生態工学ジャーナル編集委員（2005年から）
- 農村計画学会 理事（2000年から）
- 日本造園学会 理事（2001年から）
- 有識者等からなる円卓会議専門委員[5]
- 日本都市計画学会会長
- 日本造園学会会長
- 所沢市みどりの基本計画策定検討委員会委員[6]
- 国土交通省社会資本整備審議会臨時委員
- 東京オリンピック・パラリンピック組織委員会委員
- 東京都農政審議会委員長

関与した主要プロジェクト
みなとみらい21ドックヤードパーク（1985～86）OECD「農業と環境」委員会における農業生態学的指標の開発に関するタスクフォース（1997年～1999年）農業の開発に関するタスクフォース農業新基本法のための生態学的指標 埼玉県緑地計画（1998年～1999年）つくばエクスプレス線沿線の新都市開発構想（1999年～2000年）つくば市グリーンマスタープラン（2002年～2004年）愛知県EXPO2005概念計画（1998年〜2001年）